# Quévert
Quévert is een gemeente in het Franse departement Côtes-d'Armor, in de regio Bretagne. De plaats maakt deel uit van het arrondissement Dinan. Quévert telde op 1 januari 2022 3.963 inwoners.

## Geografie
De oppervlakte van Quévert bedraagt 12,48 km², de bevolkingsdichtheid is 319 inwoners per km² (per 1 januari 2019).
De onderstaande kaart toont de ligging van Quévert met de belangrijkste infrastructuur en aangrenzende gemeenten.

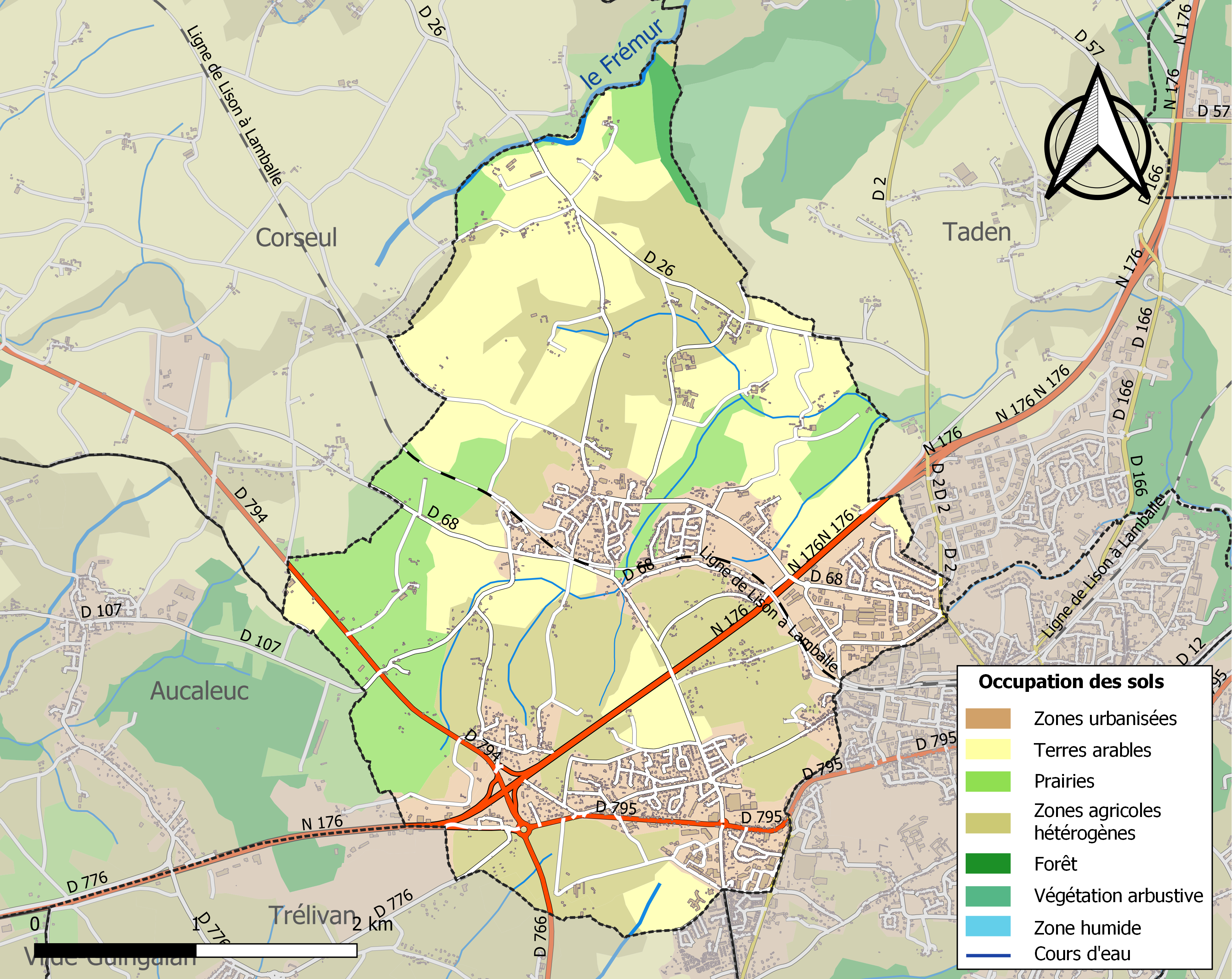

## Demografie
Onderstaande figuur toont het verloop van het inwonertal (bron: INSEE-tellingen). 